# Il calice di Vandea
Il calice di Vandea (The Glass-Blowers) è un romanzo di Daphne Du Maurier, pubblicato nel 1963.

## Trama
I protagonisti di questo romanzo sono i Busson: una famiglia di maestri vetrai attivi nella Francia monarchica, poi in quella rivoluzionaria ed infine in quella napoleonica. La lunga storia della famiglia viene raccontata, ripercorrendo le travagliate fasi della storia francese a cavallo tra il settecento e l'Ottocento, attraverso il diario di Madame Duval.